# Stromung

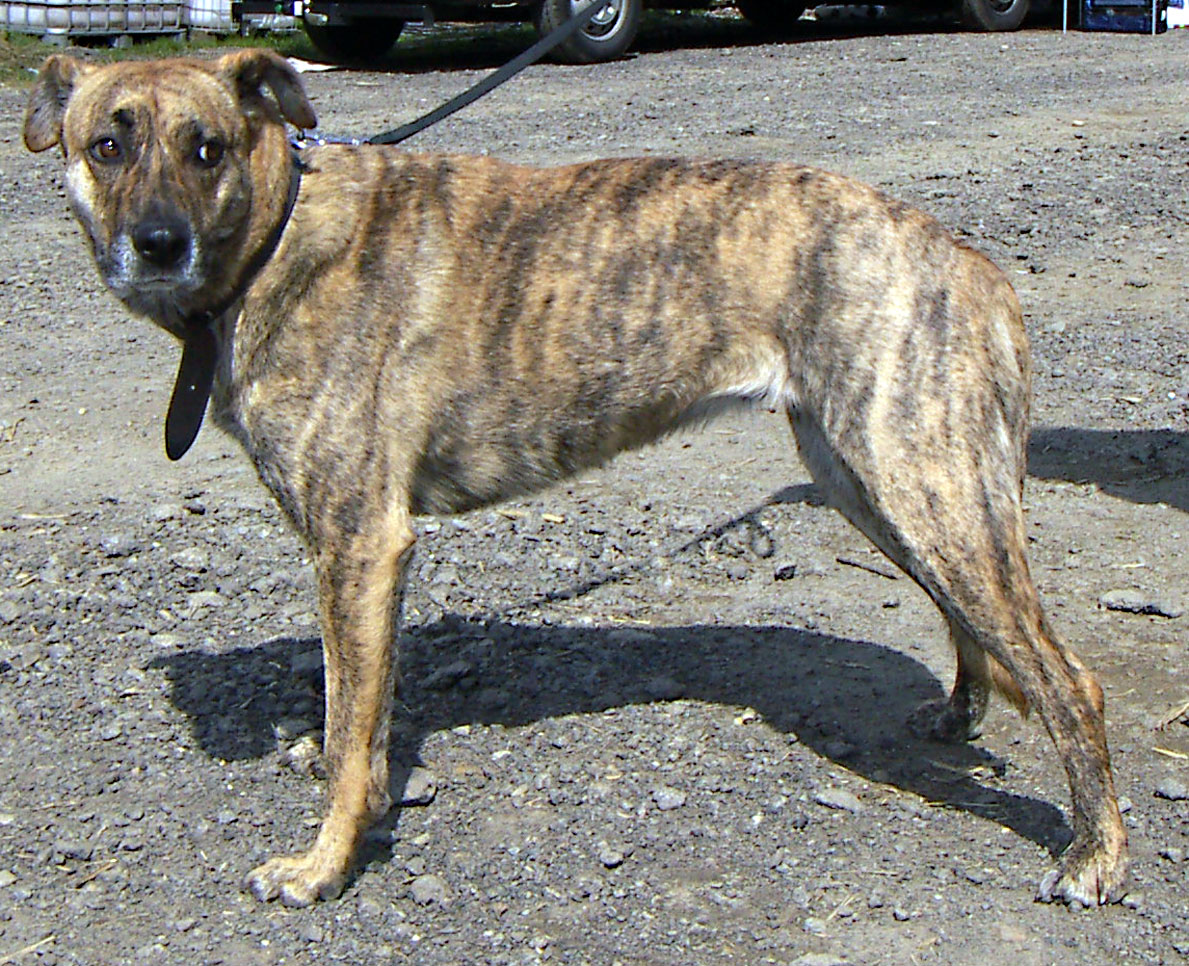
Majorero Canario mit gestromter Fellzeichnung

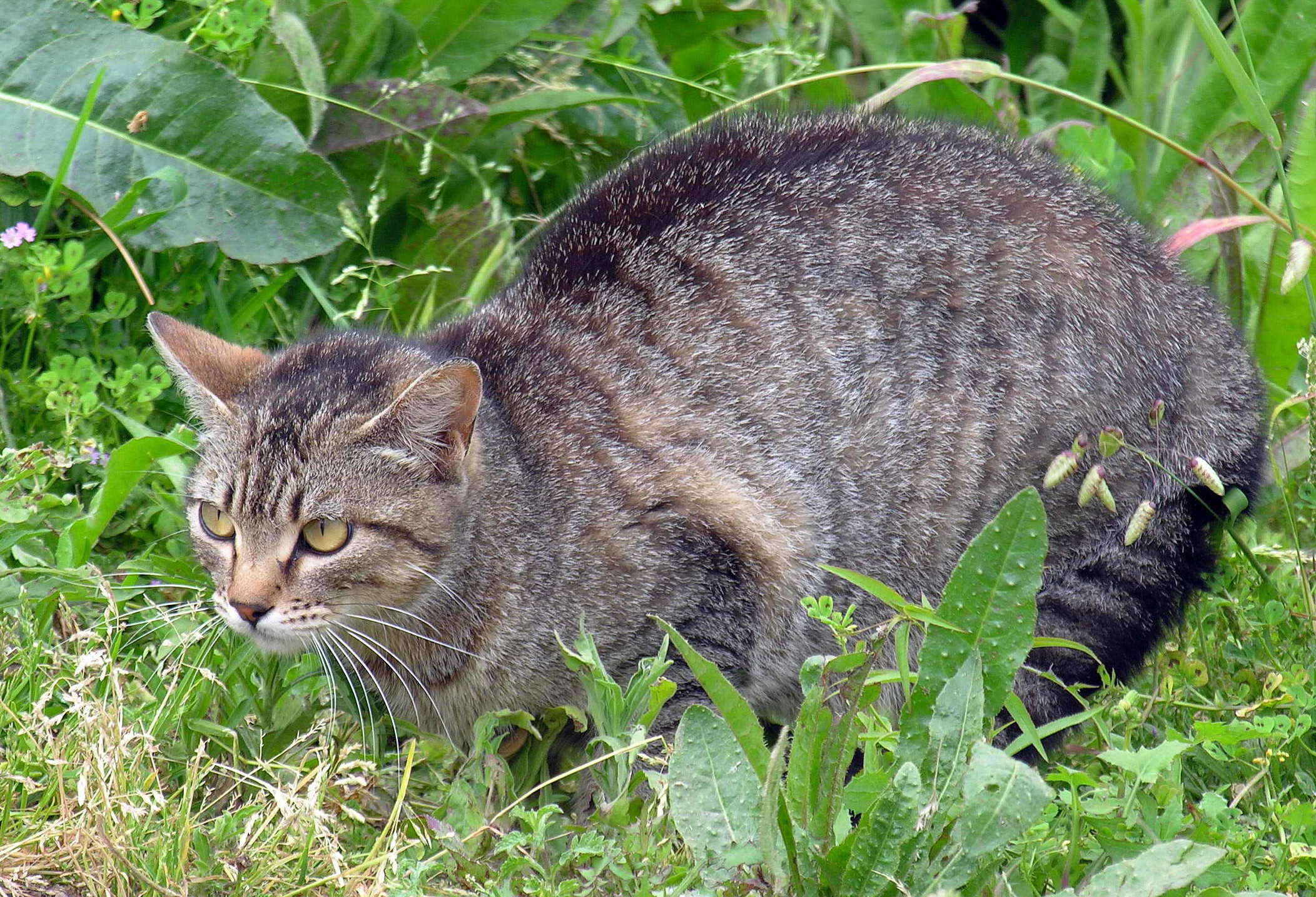
Getigerte Katze

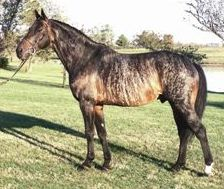
Gestromtes Pferd

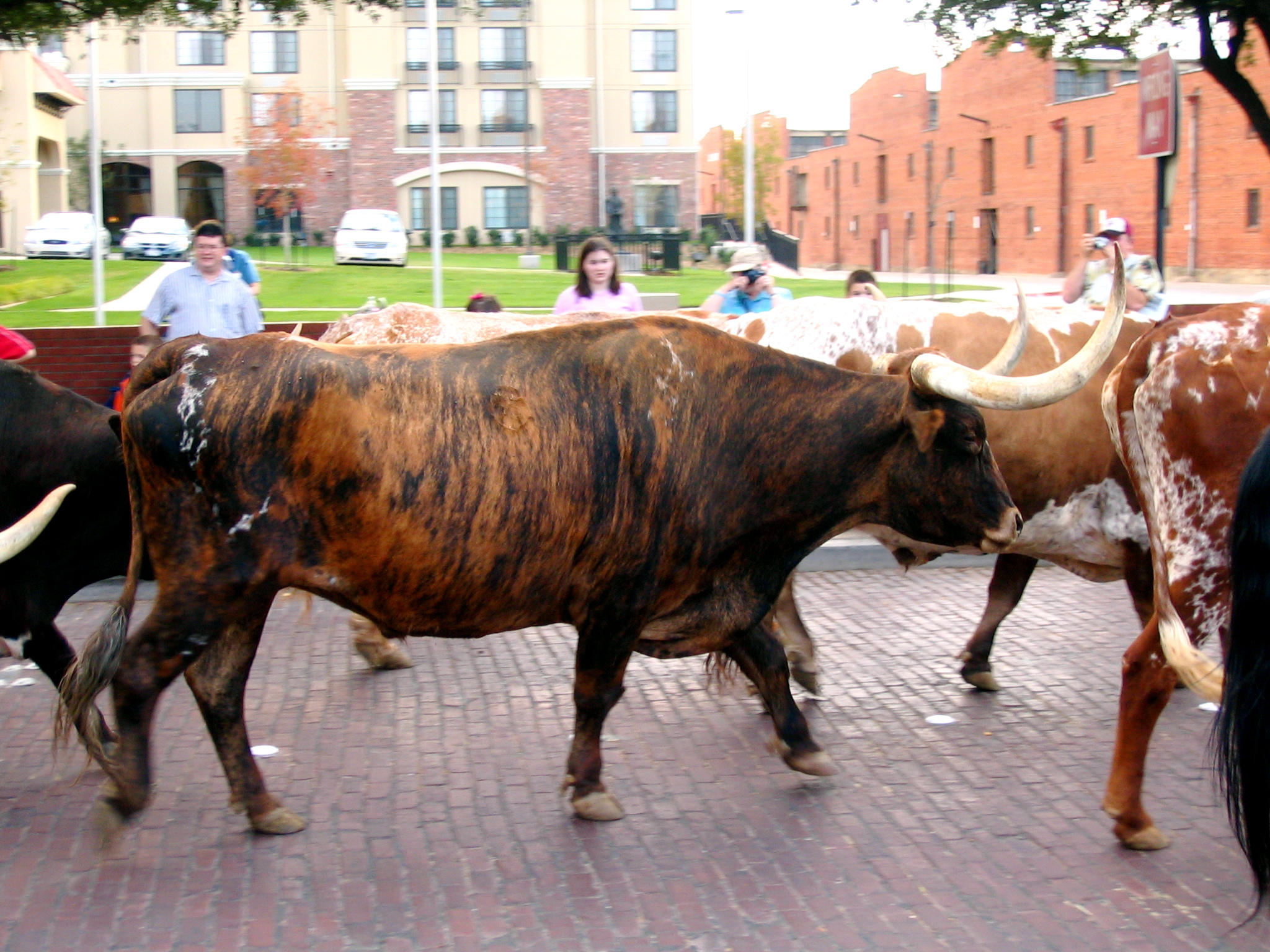
Gestromtes Texanisches Longhorn

Als Stromung wird bei Tieren eine besondere Fellzeichnung benannt. Die Streifen sind in etwa senkrecht, aber nicht so klar abgesetzt wie bei Tiger und Zebra, eher Ton in Ton.

„Im Fell einzelne ineinanderlaufende Querstreifen aufweisend“

Sehr häufig ist diese Färbung mit Stromung bei doggenähnlichen Hunden (z. B. Boxern, Bulldoggen, Doggen und daraus hervorgehenden Mischlingen) zu beobachten. Sehr gängig ist die Färbung gold/schwarz-gestromt.

## Genetik der Stromung beim Hund
Beim Hund wird die Stromung durch das Allel kbr (Brindle) des K-Locus hervorgerufen. Das Allel für Stromung kbr ist rezessiv gegenüber dem Allel KB, das bei Hunden die dominant schwarze Fellfarbe erzeugt, aber dominant über ky, das die Produktion von Phäomelanin ermöglicht. Der K-Locus liegt beim Hund auf Chromosom 16.

## Stromung bei Hauskatzen
Bei der Hauskatze wird die Stromung durch den Tabby-Locus kodiert.

## Stromung bei Pferden
Stromung bei Pferden  erinnert an das Fell gestromter Boxer. Sie kommt selten vor und wird am häufigsten durch eine Pigmentkonzentration entlang der Blaschko-Linien während der fetalen Entwicklung verursacht. In zwei bestätigten Fällen wurde es mit einem spontanen Chimärismus in Verbindung gebracht, der zu einem Tier mit zwei Gensätzen führte. Die helleren Fellpartien werden von einem Gensatz gesteuert, die dunkleren von einem zweiten. Diese Formen sind nicht vererbbar.